# Lemuel J. Bowden
Lemuel J. Bowden (Williamsburg, 1815. január 16. – Washington, 1864. január 2.) az Amerikai Egyesült Államok szenátora (Virginia, 1863–1864).